# テューペロ (ミシシッピ州)
テューペロ （英: Tupelo、発音/ˈtuːpəloʊ/）は、アメリカ合衆国ミシシッピ州の都市。リー郡の郡庁所在地である。人口3万7923人（2020年）の小都市だが、州内では十指に数えられる主要都市である。都市圏はリー郡、ポントトク郡およびイタワンバ郡に跨る。
2007年春、テューペロのブルースプリングス村がトヨタ自動車のアメリカ合衆国における11番目の工場用地に選ばれた。テューペロはエルヴィス・プレスリーが生まれた所として最も良く記憶されている。位置的にはミシシッピ州の北東、アメリカ国道8号線沿いにテネシー州メンフィスとアラバマ州バーミングハムの間にあり、数年の内には州間高速道路22号線が通る予定である。

## 歴史
テューペロは当初、地域内に育っていた数多いテューペロの木（ヌマミズキ属、地元では「ブラックガム」と呼ばれた）の故と考えられるが、南北戦争まで「ガムポンド」と名付けられていた。現在でも毎年ガムツリー芸術祭が行われている。南北戦争後の時代、ミシシッピ州北部で鉄道が通る地となり、そのことで町の産業が発展した。一旦町の成長が始まるとこの地で起こった南北戦争の小戦闘に因んで町の名をテューペロに変えた。この戦闘が起こった場所は現在、テューペロ国定戦場跡に指定されている。テューペロの戦いは地域に生えていたテューペロの木に因んで名付けられていた。1870年には人口618人で市制が布かれた。
1934年、新設のテネシー川流域開発公社 (TVA) により電気が引かれた。翌1935年、フランクリン・ルーズベルト大統領がこの「最初のTVA都市」を訪問した。

## 地理
テューペロはミシシッピ州北東部、コロンバスの北にあり、アメリカ国道78号線によってテネシー州メンフィス（北西）とアラバマ州バーミングハム（南西）に繋がる。
アメリカ合衆国国勢調査局に拠れば、市域全面積は51.4平方マイル (133.2 km2)、このうち陸地は51.1平方マイル (132.4 km2)、水面は0.3平方マイル (0.8 km2)で水域率は0.62％である。

### 気候
| テューペロの気候                     | テューペロの気候 | テューペロの気候 | テューペロの気候 | テューペロの気候 | テューペロの気候 | テューペロの気候 | テューペロの気候 | テューペロの気候 | テューペロの気候 | テューペロの気候 | テューペロの気候 | テューペロの気候 | テューペロの気候 |
| 月                                   | 1月              | 2月              | 3月              | 4月              | 5月              | 6月              | 7月              | 8月              | 9月              | 10月             | 11月             | 12月             | 年               |
| ------------------------------------ | ---------------- | ---------------- | ---------------- | ---------------- | ---------------- | ---------------- | ---------------- | ---------------- | ---------------- | ---------------- | ---------------- | ---------------- | ---------------- |
| 最高気温記録 °C （°F）               | 25 (77)          | 29 (84)          | 29 (85)          | 34 (93)          | 34 (94)          | 38 (101)         | 41 (105)         | 41 (106)         | 39 (103)         | 33 (92)          | 31 (87)          | 26 (79)          | 41 (106)         |
| 平均最高気温 °C （°F）               | 10.2 (50.3)      | 13 (56)          | 18.2 (64.8)      | 23.1 (73.5)      | 27 (81)          | 31 (88)          | 33 (91.4)        | 32.7 (90.9)      | 29.4 (84.9)      | 23.8 (74.9)      | 17 (63)          | 12 (53.6)        | 22.53 (72.69)    |
| 平均最低気温 °C （°F）               | −0.8 (30.5)      | 0.8 (33.5)       | 5.2 (41.4)       | 9 (48.2)         | 14.3 (57.7)      | 18.7 (65.7)      | 21 (69.8)        | 20.1 (68.2)      | 16.5 (61.7)      | 9.3 (48.8)       | 4 (40)           | 0.7 (33.2)       | 9.9 (49.89)      |
| 最低気温記録 °C （°F）               | −21 (−6)         | −16 (4)          | −9 (16)          | −2 (29)          | 4 (40)           | 9 (49)           | 14 (58)          | 11 (52)          | 4 (40)           | −2 (29)          | −7 (19)          | −25 (−13)        | −25 (−13)        |
| 降水量 mm （inch）                   | 130.6 (5.14)     | 118.9 (4.68)     | 160 (6.3)        | 125.5 (4.94)     | 147 (5.8)        | 122.4 (4.82)     | 92.7 (3.65)      | 67.8 (2.67)      | 85.1 (3.35)      | 85.9 (3.38)      | 127.3 (5.01)     | 155.4 (6.12)     | 1,418.6 (55.86)  |
| 出典：USTravelWeather.com 2008-07-26 |                  |                  |                  |                  |                  |                  |                  |                  |                  |                  |                  |                  |                  |

## 文化と呼び物

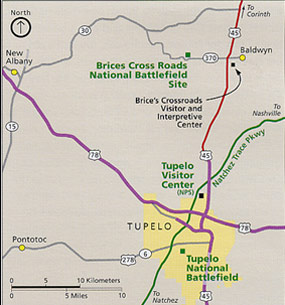
テューペロ地域歴史史跡マップ

- テューペロには、ナチェズとテネシー州ナッシュビルを繋ぐ歴史的ナチェズ・トレース・パークウェイの本部があり、元々のナチェズ・トレースの経路を辿ることができる[2]。
- 南北戦争の戦場跡としては、テューペロ国定戦場跡とブライス交差点国定戦場跡がある。
- 北アメリカで最大級の自動車博物館であるテューペロ自動車博物館[2]が2002年12月7日、すなわち真珠湾攻撃の記念日に開館され、2003年春にはミシシッピ州の公式自動車博物館に指定された。この博物館には150台以上の希少な自動車が展示されているが、その全てがテレビ局WTVAの設立者であるフランク・K・スペインの個人的収集品である。
- 1969年に8人の理事によって設立されたテューペロ・コミュニティ劇団は、現在スティーブ・マクアリリーを理事長とする16人の理事によって運営され、200以上の公演を行ってきた。2001年と2004年には、ミシシッピ州劇団協会コミュニティ劇団祭ではベル・カントを上演して賞を受賞した。テューペロ・コミュニティ劇団は1912年に建設された歴史あるリリック劇場を本拠地にしている。
- テューペロ交響楽団は、テューペロ市民公会堂を本拠として毎年9月から翌年4月までをシーズンとしてコンサート活動を行っている[3]。特別指揮者やソリストが定期的に登場しており、また毎年7月4日にはテューペロのバラード公園で無料コンサートを開いており、数千の聴衆を集めている。
- テューペロ・バッファロー公園動物園では数百の動物やバッファローの大群を見ることができる。
- テューペロのコロシアムであるバンコープ・アリーナ[3]は1993年に開館され、イーグルス、ロッド・スチュワート、ボブ・ディラン、ワイドスプレッド・パニック、トム・ペティ・アンド・ザ・ハートブレーカーズ、エアロスミス、キッス、レーナード・スキナード、エルトン・ジョン、ケリー・クラークソン、クリードなどが公演を行ってきた。
- 2005年、テューペロのロータリークラブの主催により、新しい市庁舎の前にチカソー族インディアンの指導者であるピオミンゴ酋長の彫像が除幕された。
- テューペロのオーレン・ダン市立博物館では、コミュニティ・ビルディングの歴史的な構造の恒久的展示と収集品でこの建物の物語を解説している。特別展示室では一年中、様々な巡回や一時的な展示が見られる。
- 2006年4月は、アメリカ史の中でも4番目に大きく、テューペロ・ゲインズビル竜巻被害の一部となった1936年4月5日から6日の竜巻から70周年となった。歴史家のマーティス・D・ラメージ・ジュニアの著書『ミシシッピ州テューペロ、1936年の竜巻』は、希少な写真を使って被害状況の凄まじさを記録している。
- 2006年6月は、1956年のエルヴィス・プレスリー里帰りコンサートから50周年だった。その最高潮のものはミシシッピ州・アラバマ州フェア・アンド・デイリショーでの有名なコンサートだった。2006年6月3日、テューペロでの第8回エルヴィス・プレスリー・フェスティバルで50年前の様子が再現された。昔コンサートが開催されたお祭り広場はテューペロのフェアパーク地区の一部となっている。2006年の祭では、ドキュメンタリー映画制作者のロイ・ターナーとジム・パーマーが新しいプレスリーのドキュメンタリー『里帰り：テューペロはエルヴィスの帰郷を歓迎する』を初公開した。
- 1974年に始まったリー郡図書館が毎年開催するヘレン・フォスター講演シリーズでは、シェルビー・フット、アレックス・ヘイリー、ジョン・グリシャム、リック・ブラッグ、パット・コンロイ、アーネスト・ゲインズ、ウィリー・モリス、ビヴァリー・シルズ、アリス・ウォーカー等の著作家達が講演を行ってきた。
- 1937年に建設されたテューペロの美しい教会通り小学校は、当時の最も傑出した設計の一つと持て囃された。このモダン・アート建築の縮尺模型が、1939年のニューヨーク・ワールドフェアで「理想的な小学校」として展示された。

## 産業
- テューペロにはアメリカ合衆国で非都市圏病院としては最大である北ミシシッピ州医療センターの本部がある。ミシシッピ州北部、アラバマ州北西部およびテネシー州の一部の住人の用に供している。2006年には権威有るマルコム・ボールドリッジ国家品質賞を受賞した。
- テューペロには2つの金融機関がある。1つはバンコープサウスであり、資産額は約118億ドル、もう1つはレナサントであり、資産額は約24億ドルとなっている（2006年時点）。
- テューペロ市は3度全米都市賞を受賞しており、全国でも最大の家具製造業を誇っている。ザ・ノースイースト・ミシシッピ・デイリージャーナルのジャーナリスト、デニス・シードはザ・ノースイースト・ミシシッピ・ビジネスジャーナルの2006年2月号で、家具製造は北ミシシッピ州経済にとって重要なものであり、「22,000人を雇用、すなわち地域労働者のおよそ13％を雇っており、...毎年7億3,200万ドルの給与を支払い、...22億5,000万ドルの商品を生産している」とコメントした。
- テューペロは最初のコムキャスト・ケーブル・システムを導入した。
- テューペロとリー郡にある企業としては、テカムセ、ファニチャー・ブランズ・インターナショナル、ハンコック・ファブリックス、マグノリア・ファブリックス、トヨタ自動車製造ミシシッピ、H.M.リチャーズ、JESCO建設、MTDプロダクツ、セイビングズ・オイル・カンパニー（ドッジズストア）、およびクーパー・タイヤ・アンドラバー・カンパニーが操業または本部を構えている。

## 人口動態

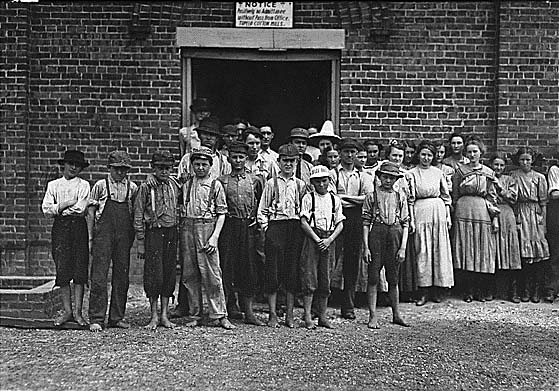
テューペロの綿布工場で働く児童労働者の一部、1911年5月ルイス・ハイン撮影

以下は2000年の国勢調査による人口統計データである。
| 基礎データ - 人口: 34,211人 - 世帯数: 13,395世帯 - 家族数: 9,108家族 - 人口密度: 258.4人/km2（669.4人/mi2） - 住居数: 14,551軒 - 住居密度: 109.9軒/km2（284.7軒/mi2） 人種別人口構成 - 白人: 69.40% - アフリカン・アメリカン: 28.28% - ネイティブ・アメリカン: 0.10% - アジア人:0.88% - 太平洋諸島系: 0.01% - その他の人種: 0.47% - 混血: 0.85% - ヒスパニック・ラテン系: 1.41% 年齢別人口構成 - 18歳未満: 27.5% - 18-24歳: 8.1% - 25-44歳: 30.5% - 45-64歳: 21.4% - 65歳以上: 12.4% - 年齢の中央値: 35歳 - 性比（女性100人あたり男性の人口） - 総人口: 88.7 - 18歳以上: 82.6 | 世帯と家族（対世帯数） - 18歳未満の子供がいる: 34.9% - 結婚・同居している夫婦: 48.3% - 未婚・離婚・死別女性が世帯主: 16.2% - 非家族世帯: 32.0% - 単身世帯: 28.0% - 65歳以上の老人1人暮らし: 8.8% - 平均構成人数 - 世帯: 2.47人 - 家族: 3.04人 収入と家計 - 収入の中央値 - 世帯: 38,401 米ドル - 性別 - 男性: 35,027米ドル - 女性: 23,988米ドル - 人口1人あたり収入: 22,024米ドル |

## 市政府
テューペロの現市長は共和党のジャック・リード・ジュニアである。テューペロ市政委員会委員長はフレッド・ピッツである。その他に6人の市政委員がいる。
2007年12月、トレント・ロット上院議員がその6年間の任期を満了せずに辞任したので、ヘイリー・バーバー州知事は共和党のロジャー・ウィッカーをその後任に指名した。このためにミシシッピ州第1選挙区選出アメリカ合衆国下院議員が空席となり、補欠選挙が行われた。この時の激しい選挙戦の結果、民主党のトラビス・チャイルダーズが下院議員に選出された。

## メディア
テューペロの地域日刊新聞はノースイースト・ミシシッピ・デイリージャーナルである。
テューペロには3つのテレビ局があり、ニールセン・メディア・リサーチが決めた全国210のメディア市場の中では133位にランクされている。NBC系列のWTVA、フォックス放送系列のWLOV、およびABC系列のWKDHが放送している。この3局全てがテューペロ市域の直ぐ外にあり、フランク・K・スペインがその死ぬ2006年4月25日まで支配していた。
テューペロはザ・プロクレーマーズの歌「ショーン」のコーラスで次のように歌われている。
「ショーン、ミシシッピ州テューペロから来た最良の人と言いたい。さあ、大人の男は泣き、アイルランドの少女はかわいいと言うことになるよ」

## 教育
テューペロ市内の教育はテューペロ公立教育学区が運営している。2008年、テューペロ・コールデン・ウェーブ高校野球チームは2週間にわたって全国1位にランクされた。テューペロ高校運動部は、2008年にスポーツ・イラストレイテッド誌によって、最良の運動部として全国3位に格付けされた。
テューペロにはミシシッピ大学、イタワンバ・コミュニティカレッジおよびミシシッピ女子大学のサテライト・キャンパスがある。

## 著名な住人

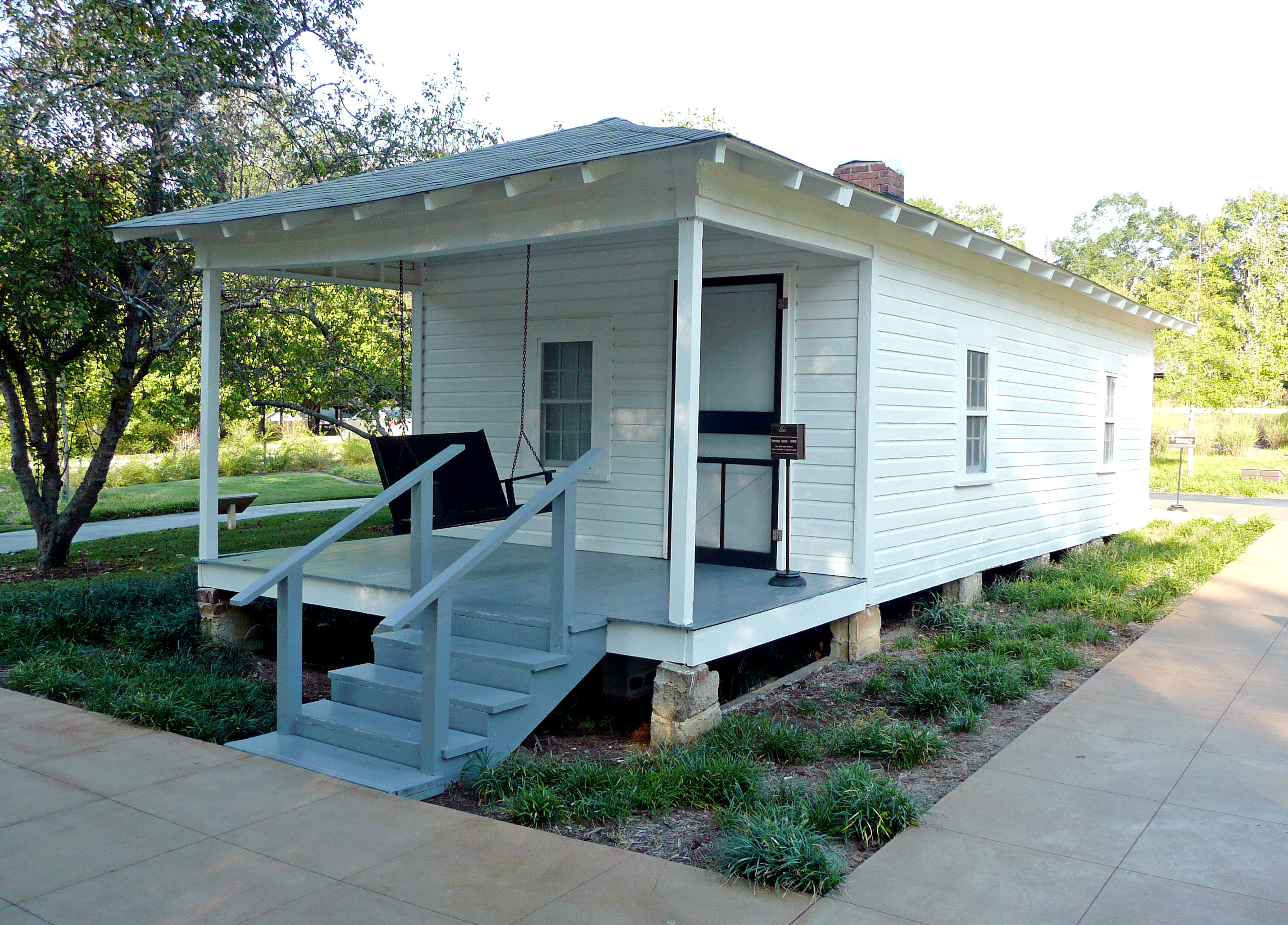
テューペロにあるエルヴィスの生家

- エルヴィス・プレスリーは1935年にテューペロの東部で生まれた。エルヴィスが生まれた小さな木造家屋（公開中）の直ぐ近くには彫刻家ミシェル・ヴァン・デア・ゾーメン制作になる「13歳のエルヴィス」と題する等身大銅像がある。 毎年6月初旬にはエルヴィス・プレスリー祭りが開催され、世界中の音楽愛好家を集めている。近くには「ジョニーズ・ドライブイン」というレストランがあり、エルヴィスがしばしば訪れ、好物だったといわれるメニューが今でも幾つかある。エルヴィスの生誕地であるために、ミシシッピ・ブルース・トレイル上の場所としてそれを記念する標識を受けてきた。[4]
- ジョン・マイケル・マッカーシー、映画制作者、その映画Teenage Tupeloはマッカーシーの母親の性的生活に関するものであり、母親はマッカーシーの父がプレスリーだと信じている[5]。
- ハロルド・レイ・プレスリー、伝説的法執行者でリー郡の保安官、アメリカ合衆国でも最良（かつ最も頑健）の保安官として全国的に知られている。
- ジョン・リー・フッカー、「テューペロ」という題の歌を出版した。これは1930年代のテューペロの洪水を題材にしている。フッカーの歌に刺激されたニック・ケイブ・アンド・ザ・バッド・シーズは洪水のイメージとエルヴィス・プレスリーの生誕を混ぜ合わせて、「テューペロ」と題する歌を録音した。
- ジャンピン・ジーン・サイモンズ、ロカビリーのシンガーソングライター、テューペロで生まれ死んだ。1964年に「幽霊の出る家」という歌をヒットさせた。トミー・バーンズやジョン・ラウダーミルクと共にティム・マクグロウのヒット曲「インディアンの無法者」を制作した。
- ジョージ・マクリーン、新聞社主、1934年6月にテューペロの「ノースイースト・ミシシッピ・デイリージャーナル」を買収し、1983年に死ぬまで保持した。その新聞を使って地域の発展を促進し、1934年には34歳でネーション・マガジンにより「今年の人物」に指定され、アメリカ合衆国でも最も地域社会の発展に寄与した者とされている。
- グレン・L・マカルー・ジュニア、テューペロ生まれ、ミシシッピ州出身としては第6世代、2001年7月19日にジョージ・W・ブッシュ大統領からテネシー川流域開発公社理事会の会長に指名された。2004年12月、アメリカ合衆国議会は、テネシー川流域開発公社理事会の終身任期を止め、今後理事会メンバーとなるためには管理経験を要求する法案を可決した。 2005年まで勤めたマカルーはジョン・F・ケネディの時以来となるミシシッピ州出身の会長だった。マカルーは1999年にビル・クリントン大統領に指名されて以来、理事を務めた。1992年、カーク・フォーダイス州知事からアパラチア地域コミッションのミシシッピ支配人に指名された。1997年6月、テューペロ市第23代市長に選出された。得票率は61％だった。この市長の間、後の中心街フェアパーク地区の創出が、歴史あるテューペロ中心街地区の再生と再開発と共に始まり、テューペロ市は史上3回目となる全米都市賞を受賞することになった。
- アリー・グラント、女優、スイート・ライフに出演
- ジム・フレイザー、著作家、作品は『東部ミシシッピと海岸の威厳』（2004年出版）、『ニューオーリンズのフレンチクォーター』（2003年出版）、『消えたミシシッピ州メキシコ湾岸』（2007年）、『シャドー・シード: 小説』（1997年出版）。また俳優でもある、出演作品は『My Dog Skip』（2000年）、『BLind Vengeance』（1989年）、『Good Ole Boy』（1990年）
- ジョン・E・ランキン、議論の多かったアメリカ合衆国下院議員、16期（1921年-1953年）勤めた。テネシー川流域開発公社創設法案を共同提案し、下院非米活動委員会委員を務めた。
- ガイ・ホービス、歌手、 1941年にテューペロ市で生まれた。1970年、ローレンス・ウェルク・ショーの中で最も人気のある場面の"Guy & Ralna"の片方として、その妻と結びついた。
- ジョン・ダイ、俳優、出演作品は『China Beach』、『Touched By An Angel』、1981年にテューペロ高校を卒業
- テューペロは悪名高いステートライン・モブやディキシー・マフィアのメンバーを匿い休息させた「ノックダウン・スポット」だった。その中にはカール・ダグラス、”ツーヘッド”・ホワイト、ジャック・ハッチコック、W.O.ハッチコック、カークジー・ニックスおよびルイーズ・ハッチコックがいた。
- ポール・ソーン、シンガーソングライター、テューペロ出身であり、常にエルヴィス・プレスリーの生誕地の出身であると自己紹介している。
- 禁酒法時代の有名なギャングであるマシンガン・ケリーの最後の銀行強盗は1932年11月30日、テューペロのシティズンス・ステートバンクで起こった。 被害額は38,000ドルだった。この強盗の後で、銀行の窓口主任は「彼はいい男だった。彼を見たならば、とても銀行強盗だとは思わないだろう」と語った[6]。